# Boumia (Algeria)
Boumia è un comune dell'Algeria, situato nella provincia di Batna.
Nei pressi di Boumia c'è il Mausoleo di Medracen.